# Aphrodes bicincta
Aphrodes bicincta is een cicade uit de familie van de dwergcicaden (Cicadellidae). De wetenschappelijke naam van deze soort is voor het eerst voorgesteld als Cicada bicincta door Franz Paula von Schrank in een publicatie uit 1776.

## Verspreiding
Deze soort komt voor in vrijwel geheel Europa, Noordwest-Afrika, Centraal-Azië, Noord-Amerika, Mexico en Peru.

## Levenswijze
De soort kent één generatie per jaar. De soort overwintert als ei.

## Waardplanten
De larven en en volwassen dieren leven op Astragalus alpinus, Brassica, Capsella bursa-pastoris, Cirsium, Erigeron canadensis, Lotus corniculatus, Plantago major, Rumex, Tanacetum vulgare, Taraxacum officinale, Trifolium arvense, Trifolium hybridum, Trifolium pratense en Urtica